# Women Against Violence in Pornography and Media
Women Against Violence in Pornography and Media (WAVPM) was een Amerikaanse feministische actiegroep die fel gekant was tegen pornografie en prostitutie. De groep had haar basis in San Francisco en speelde een belangrijke rol in de feministische anti-pornobeweging van de late jaren zeventig en de jaren tachtig. De WAVPM werd in 1977 opgericht en in 1983 opgeheven. Op het hoogtepunt telde de groep zo'n 1000-1500 leden, voornamelijk hoger opgeleide blanke vrouwen, die zich radicaalfeministisch noemden.

## Wortels en activisme
De wortels van de WAVPM liggen bij een conferentie over geweld tegen vrouwen, eind 1976. Vanwege overeenkomende achtergronden werden twee workshops, over Pornografie en over Media, op het laatste moment samengevoegd. Op initiatief van Laura Lederer, die aan de workshop deelnam, werd de WAVPM begin 1977 opgericht.
De WAVPM was zeer actief in San Francisco en hield demonstraties en andere acties in de hoerenbuurt van de stad, voornamelijk bij nachtclubs een peepshows. Hun eerste publiekelijk bekende optreden was een demonstratie bij Mitchell Brothers O'Farrell Theatre, een stripclub met 'live seksshows'. Hoofddoelwit van de actie was de 'Ultra Room' van deze club, waar live SM-acts werden opgevoerd. De WAVPM trok fel van leer tegen "vrouwen die elkaar afranselen voor de erotische stimulatie van mannen". Verder organiseerde de WAVPM voorlichtingstochten langs seksshops en peepshows en hield zij diavoorstellingen over pornografie.
De WAVPM organiseerde in 1978 de eerste Amerikaanse conferentie van anti-pornofeministen in San Francisco. Andrea Dworkin verzorgde een lezing en de bijeenkomst werd afgesloten met de eerste Take Back the Night-mars. Deze demonstratie voerde zo'n 3000 vrouwen door de hoerenbuurt, in protest tegen verkrachting en pornografie.